# Caridina clinata
Caridina clinata is een garnalensoort uit de familie van de Atyidae. De wetenschappelijke naam van de soort is voor het eerst geldig gepubliceerd in 1999 door Cai, X.Q. Nguyên & Ng.